# 侯集镇 (舞阳县)
侯集镇，是中华人民共和国河南省漯河市舞阳县下辖的一个乡镇级行政单位，由原侯集乡于2011年11月撤乡建镇而来，距县城28公里，位于舞阳县的最北部，北部与襄城县的丁营乡、姜庄乡相接。。 

## 行政区划
侯集镇下辖以下地区：
秦庄村、显王村、西小张村、碾张村、孙庄村、金砖刘村、湖李村、陈庄村、油坊头村、马庄村、柿杨村、寨李村、东莲花村、芦郭村、高寺村、大黄村、栗子园村、于庄村、闫刘村、汤庄村、端公刘村、小裴城村、东小张村、苏庄村、线郭村、大岗村、吴庄村、康庄村、王小贵村、井庄村、西莲花村、河北街村、大张村和候王村。

## 沿革
清末民初，侯集镇分属翟成保、果园保和西莲花池保。
民国8年（1919年）属定陵区。
民国20年（1931年）属第七区。
民国32年（1943年）分属三民乡、阎刘乡。
1948年属沙北县第一区。
1949年属舞阳县大张区。
1958年，为侯集人民公社。
1975年，析出关老寨等16个生产大队置太尉人民公社（今太尉镇）。
1984年，改为侯集乡。
2011年11月，撤乡建镇更名为侯集镇至今。

## 交通
国道G240许泌公路段，漯界路

## 文物保护单位
湖南郭遗址，位于湖南郭村南的3米高土岗上，占地15万平方米，属新石器时代文化遗址，被列入河南省第二批文物保护单位，编号2-134。 
大岗遗址，位于大岗村一带，占地8000多平方米，为一处旧石器时代文化遗址，被列入河南省第三批文物保护单位，编号3-127
舞阳彼岸寺大殿，位于高寺与芦郭村之间的高寺村小学校园内，是一处元至清的古建筑类文物保护单位，被列入河南省第二批文物保护单位、第八批全国重点文物保护单位。